# Challenger de Praga
El Sparta Prague Open es un torneo profesional de tenis. Pertenece al ATP Challenger Tour. Se juega desde el año 1996 sobre pistas de polvo de ladrillo, en Praga, República Checa.
A partir del año 2013 se disputa bajo el nombre de Prague Open.

## Palmarés

### Individuales
| Año       | Campeón              | Finalista              | Resultado           |
| --------- | -------------------- | ---------------------- | ------------------- |
| 1996      | Galo Blanco          | Gustavo Kuerten        | 6–1, 6–2            |
| 1997      | Albert Portas        | Fernando Vicente Fibla | 6–1, 6–4            |
| 1998      | Michal Tabara        | Wolfgang Schranz       | 6–2, 6–1            |
| 1999      | Michal Tabara        | Jean-René Lisnard      | 6–4, 6–1            |
| 2000      | Jan Vacek            | Ivo Heuberger          | 6–7(7), 7–5, 6–3    |
| 2001      | Ctislav Doseděl      | Jan Hernych            | 6–2, 4–6, 6–1       |
| 2002      | Olivier Patience     | Todd Larkham           | 4–6, 7–5, 6–3       |
| 2003      | Sjeng Schalken       | Albert Montañés        | 1–6, 6–1, 6–4       |
| 2004      | Jan Hernych          | Ivo Minář              | 6–1, 6–4            |
| 2005      | Jan Hernych          | Jiří Vaněk             | 3–6, 6–4, 6–3       |
| 2006      | Robin Vik            | Jan Hájek              | 6–4, 7–6(4)         |
| 2007      | Dušan Lojda          | Jiří Vaněk             | 6–7(3), 6–2, 7–6(5) |
| 2008      | Jan Hernych          | Lukáš Dlouhý           | 4–6, 6–2, 6–4       |
| 2011      | Lukáš Rosol          | Alex Bogomolov Jr.     | 7–6(1), 5–2 retiro  |
| 2012      | Horacio Zeballos     | Martin Kližan          | 1–6, 6–4, 7–6(6)    |
| 2013      | Oleksandr Nedovyesov | Javier Martí           | 6–0, 6–1            |
| 2014      | Lukáš Rosol          | Jiří Veselý            | 3-6, 6-4, 6-4       |
| 2015      | Norbert Gombos       | Albert Montañés        | 7–6(5), 5–7, 7–6(2) |
| 2016      | Adam Pavlásek        | Stéphane Robert        | 6–4, 3–6, 6–3       |
| 2017-2020 | No celebrado         | No celebrado           | No celebrado        |
| 2021 (1)  | Dalibor Svrčina      | Dmitry Popko           | 6–0, 7–5            |
| 2021 (2)  | Franco Agamenone     | Ryan Peniston          | 6–3, 6–1            |
| 2022      | Sebastian Ofner      | Dalibor Svrčina        | 6–0, 6–4            |
| 2023      | Jakub Menšík         | Dominik Koepfer        | 6–4, 6–3            |

### Dobles
| Año       | Campeones                           | Finalistas                               | Resultado           |
| --------- | ----------------------------------- | ---------------------------------------- | ------------------- |
| 1996      | Donald Johnson Francisco Montana    | Aleksandar Kitinov Sébastien Leblanc     | 3–6, 6–3, 6–1       |
| 1997      | Mahesh Bhupathi Leander Paes        | Devin Bowen Tuomas Ketola                | 6–4, 6–0            |
| 1998      | Joan Balcells Nenad Zimonjić        | Jiří Novák Radek Štěpánek                | 7–6, 7–6            |
| 1999      | Michal Tabara Radomír Vašek         | Tomáš Cibulec Petr Pála                  | 6–2, 6–0            |
| 2000      | Kristian Pless Aisam-ul-Haq Qureshi | Ivo Heuberger Ville Liukko               | 6–4, 6–4            |
| 2001      | Jaroslav Levinský Michal Navrátil   | Noam Behr Andy Ram                       | 6–3, 6–1            |
| 2002      | František Čermák Ota Fukárek        | Jaroslav Levinský David Škoch            | 6–4, 6–3            |
| 2003      | Tomáš Berdych Michal Navrátil       | Martín García Sebastián Prieto           | 6–4, 3–6, 6–4       |
| 2004      | Karol Kučera Cyril Suk              | Martin Damm Dušan Karol                  | 6–3, (5)6–7, 6–3    |
| 2005      | Jordan Kerr Sebastián Prieto        | Travis Parrott Rogier Wassen             | 6–4, 6–3            |
| 2006      | Petr Pála David Škoch               | Ramón Delgado Sergio Roitman             | 6–0, 6–0            |
| 2007      | Tomáš Cibulec Jordan Kerr           | Leoš Friedl David Škoch                  | 6–4, 6–2            |
| 2008      | Lukáš Dlouhý Petr Pála              | Dušan Karol Jaroslav Pospíšil            | 6–7(2), 6–4, [10–6] |
| 2011      | František Čermák Lukáš Rosol        | Christopher Kas Alexander Peya           | 6–3, 6–4            |
| 2012      | Lukáš Rosol Horacio Zeballos        | Martin Kližan Igor Zelenay               | 7–5, 2–6, [12–10]   |
| 2013      | Hsin-Han Lee Hsien-Yin Peng         | Vahid Mirzadeh Denis Zivkovic            | 6-4, 4-6, [10-5]    |
| 2014      | Roman Jebavý Jiří Veselý            | Hsin-han Lee Ze Zhang                    | 6-1, 6-3            |
| 2015      | Mateusz Kowalczyk Igor Zelenay      | Roberto Maytín Miguel Ángel Reyes-Varela | 6–2, 7–6(5)         |
| 2016      | Tomasz Bednarek Nikola Mektić       | Zdeněk Kolář Matěj Vocel                 | 6–4, 5–7, [10–7]    |
| 2017-2020 | No celebrado                        | No celebrado                             | No celebrado        |
| 2021 (1)  | Jonáš Forejtek Michael Vrbenský     | Evgeny Karlovskiy Evgenii Tiurnev        | 6–1, 6–4            |
| 2021 (2)  | Victor Vlad Cornea Petros Tsitsipas | Martin Krumich Andrew Paulson            | 6–3, 3–6, [10–8]    |
| 2022      | Francisco Cabral Szymon Walków      | Tristan Lamasine Lucas Pouille           | 6–2, 7–6(2)         |
| 2023      | Dan Added Albano Olivetti           | Miķelis Lībietis Hunter Reese            | 6–4, 6–3            |